# Абгіманью Мішра
Абгіманью «Абгі» Мішра (англ. Abhimanyu “Abhi” Mishra; нар. 5 лютого 2009, штат Нью-Джерсі) — американський шахіст індійського походження, гросмейстер, представляє штат Нью-Джерсі.
До грудня 2023 року наймолодший гросмейстер у світі.
Мішру визнали гросмейстером після того, як він набрав 2500 балів по рейтингу Ело і виконав третю норму для отримання звання. Рекорд було встановлено 30 червня під час турніру Vezerkepzo GM Mix у Будапешті.
Хлопчик побив попередній рекорд, встановлений Сергієм Карякіним у 2002 році, коли той став гросмейстером у віці 12 років і семи місяців.
Зазначається, що це не перший рекорд Мішри: він став експертом Федерації шахів США у сім років, у дев'ять — став наймолодшим національним майстром (отримав звання у квітні 2018 року у віці 9 років, 2 місяців і 17 днів. Попередній рекорд, 9 років, 3 місяці й 22 дні належав Ліран Чжоу), а в 10 років — міжнародним майстром.
Був чемпіоном США-2016 серед 8-річних, віце-чемпіоном світу серед дітей до 8 років (2017). У світовому рейтингу 9-річних шахістів станом на травень 2018 року посідав друге місце.